# Mielichhoferia badhwarii
Mielichhoferia badhwarii är en bladmossart som beskrevs av Hugh Neville Dixon 1930. Mielichhoferia badhwarii ingår i släktet kismossor, och familjen Bryaceae. Inga underarter finns listade i Catalogue of Life.